# Organización Comunista Poder Obrero
La Organización Comunista Poder Obrero (OCPO) fue una organización político-militar argentina que extendió su presencia a varios puntos del país. Aunque esa denominación fue acuñada recién en septiembre de 1975 el grupo fundamental funcionó desde fines de 1973, al menos. Y fue el fruto, a su vez, de la confluencia de una serie de agrupamientos forjados al calor del Cordobazo y los primeros ataques armados contra las fuerzas de seguridad.

## Historia
El grupo nació como un movimiento político-militar conformado por varias corrientes del socialismo centrándose en la relación entre la vanguardia y el movimiento de masas, así como una renovación a las diferentes corrientes insurrectas en Argentina. A pesar de su efímera existencia el grupo, sus ideas fueron inspiración para movimientos sociales posteriores.
Poder Obrero fue la síntesis de las principales vertientes revolucionarias de la Argentina: la de origen peronista, que culminó en Peronismo de Base (FAP y Montoneros), la marxista, que tuvo su mayor desarrollo en el PRT, y la socialista revolucionaria, con FAL y OCPO como principales expresiones. 
En esos breves años, se incorporaron a OCPO, aportando su experiencia militar y política, algunas de las tendencias emergentes de la crisis de FAL y numerosos grupos independientes nacidos a fines de los 60. En 1975 la organización dio un salto cualitativo (aunque el grupo empezó a operar desde finales de 1973), cuando cumplió un papel decisivo en las Coordinadoras a través de sus cuadros obreros y formuló una propuesta de avanzada frente a la crisis por la bancarrota de Isabel Perón y el avance de la derecha, lo que la ubicó como tercera fuerza, a menudo en un papel mediador, junto con Montoneros y PRT. Por el contrario, consideraba que uno de sus baluartes consistía en la apropiación desprejuiciada de aportes de diversas corrientes revolucionarias, principalmente del marxismo. Así los militantes de OCPO leían y trataban de tomar elementos aportados por Lenin, Trotski, Rosa Luxemburgo, Gramsci, los primeros congresos de la III Internacional Comunista, el Che Guevara, Mao Zedong, y Hồ Chí Minh, entre otros.
En 1974, el grupo funda su periódico oficial  "El Obrero" que pasó a expresar conjuntamente a otras revistas como El Obrero, Poder Obrero y el Movimiento de Izquierda Revolucionaria (MIR), a los que se les llamó genéricamente Poder Obrero. Este órgano de difusión sirvió para incorporar a todos los sectores democráticos, (cualquiera sean sus niveles de compromiso y consecuencia), además de tratar de unir a las diversas corrientes insurrectas en un frente común. Estos grupos de la izquierda socialista, llamados también “socialistas puros” derivaban su política de sus definiciones estratégicas, casi sin
mediaciones. Una de las actividades cotidianas del grupo, consistían en propagandizar el socialismo y radicalizar el movimiento en un sentido socialista. Pretendían llevar a los ámbitos de masas las mismas definiciones que asumían los grupos revolucionarios.
Hacia fines de 1975, después de distintas disputas internas, el movimiento obrero estaba exhausto y fracturado por dentro, además que los sectores obreros y populares que habían sido el núcleo dinámico durante el período anterior comenzaban a aislarse, comenzando a salir algunos sectores de la clandestinidad, empezando un camino abierto a la legalidad. A principios de 1975, llevarán adelante también pequeñas acciones en Villa Constitución difundiendo la referencia de la Organización Revolucionaria Poder Obrero, desde donde reivindican estar “devolviendo golpe por golpe en todos los terrenos”, destacando la lucha de los trabajadores combativos de la UOM y planteando como perspectiva la lucha por “un gobierno revolucionario obrero y popular hacia el socialismo”. En este punto el grupo intenta llevar a cabo la lucha armada por la “necesidad de responder en el terreno militar” a la persecución y detención de algunos miembros y los “crímenes de la derecha”. En 1976  OCPO realiza un proceso de acercamiento  con  Montoneros y con  el PRT-ERP. El objetivo que se buscaba era la fusión de las tres organizaciones político militares. El nombre proyectado de ese frente era Organización para la Liberación de Argentina (OLA). El proyecto se suspendió ante la caída de Mario Roberto Santucho el 19 de julio de 1976. 
El 24 de mayo de 1977 el Ejército Argentino mediante un fraguado enfrenamiento en la localidad de Monte Grande, asesina a 16 militantes de la Organización Comunista Poder Obrero. El hecho se conoce con el nombre de  Masacre de Monte Grande.
En enero del 2005 se publíca una entrevista con "Pancho" exmilitante del grupo, que describe como se enroló al OCPO, su evolución ideológica, (tanto de Pancho como el grupo), pasando por la fragmentación de la guerrilla y Se menciona que también en comparación con otras organizaciones clandestinas OCPO estuvo más atento al desarrollo real de quienes impulsaban la lucha armada y propuso argumentos más atendibles, cercanos a la realidad política y social de la Argentina. También tuvo una mejor planificación desarrollar formas organizativas que fueran preparando a la clase obrera para las futuras "tareas militares" y no centrando su poder en una pequeña cúpula armada, terminando la estrategia de lucha armada casi al instante.